# スチュアート・S・ストライカー
スチュアート・S・ストライカー (Stuart S. Stryker, 1924年10月30日 – 1945年3月24日) は アメリカ陸軍の軍人であり、第二次世界大戦中の行動によってアメリカ軍における最高位の勲章である名誉勲章を受賞した。
ストライカー装甲車の名は彼にちなんでいる。

## 経歴
1924年10月30日にオレゴン州ポートランド で生まれる。彼は1943年7月 に当地でアメリカ陸軍に入隊した。彼は第17空挺師団 第513落下傘連隊 E中隊に一等兵として配属された。
1945年3月24日のヴァーシティー作戦 において、ストライカーの所属する中隊はドイツのヴェーゼル近郊にあるよく守備された建物を攻撃した。
正面攻撃を行った部隊は激しい銃撃により足止めを受けることになったが、ストライカーは自ら部隊の先頭に飛び出して行き、他の兵士に自分の後に続くよう呼びかけて、ドイツ軍陣地に突進した。
彼は23メートル（25ヤード）先の建物からの砲火により戦死したが、彼の奮闘によりE中隊の他の隊員はその拠点を奪取して200人以上の敵兵を捕虜にするとともに、ドイツ軍の捕虜になっていた3人のアメリカ爆撃機クルーを解放することができた。
これらの働きにより、ストライカーはその死から9ヶ月後の1945年12月11日に名誉勲章を授与された。
彼は、ヴァーシティー作戦において名誉勲章を受賞した3人のうちの1人であり、彼の他にはジョージ・J・ピーターズ一等兵とクリントン・ヘドリック技能軍曹が受賞している。
彼の死から20年後、サンブルーノにあるゴールデンゲート国立墓地に埋葬された。
2002年にアメリカ陸軍は彼と、彼に続いて名誉勲章を受けたロバート・F・ストライカー四等特技兵の名誉を讃え、新型装甲車をストライカーと名付けた。

## 名誉勲章

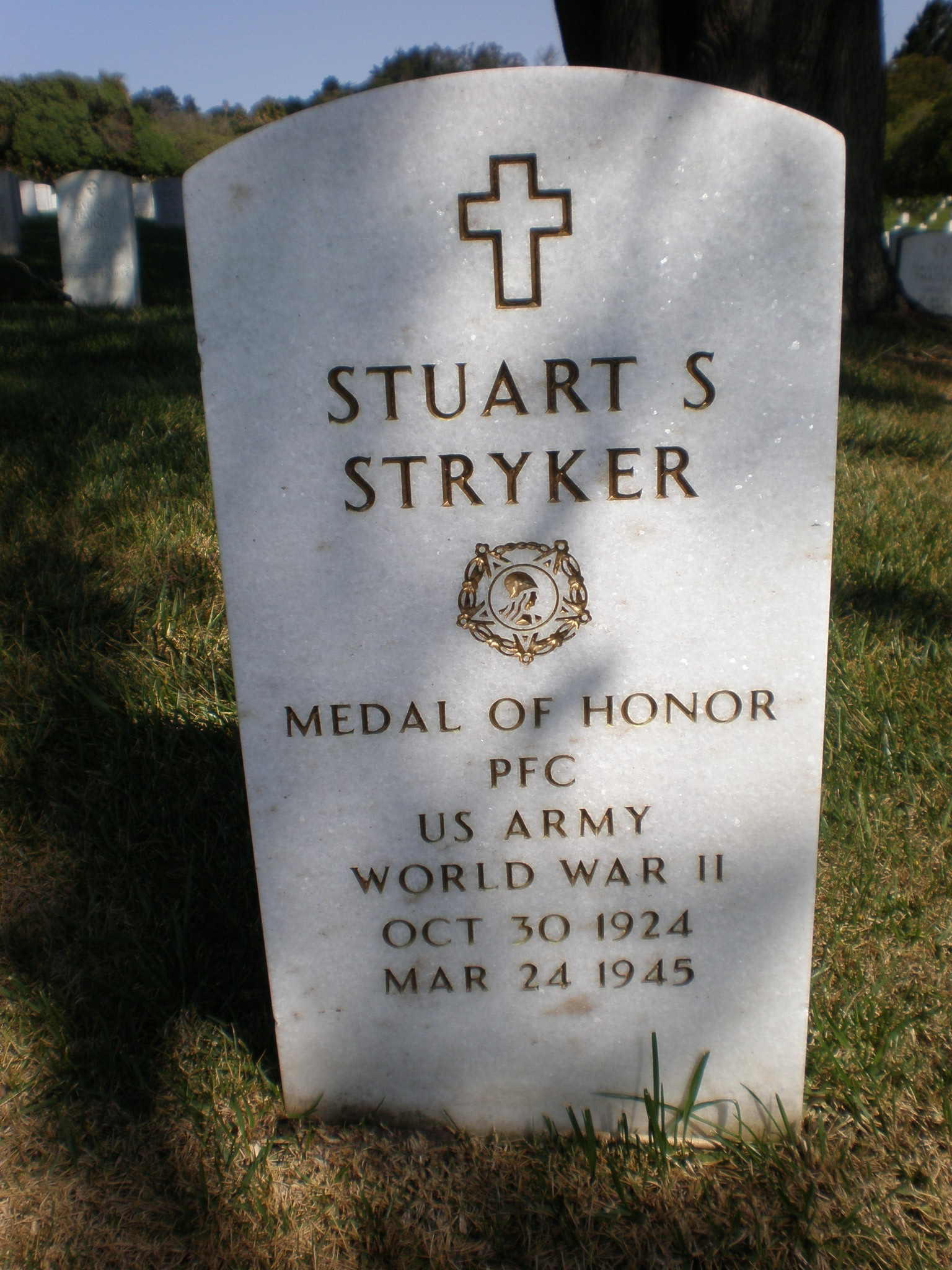
ストライカーの墓石

ストライカーが受賞した名誉勲章には下記のように記されている。